# Medicinski test
Medicinski test je medicinski postopek, ki se izvaja za odkrivanje, diagnosticiranje ali spremljanje bolezni, bolezenskih procesov, dovzetnosti ali za določitev načina zdravljenja. Medicinski testi, kot so fizični in vizualni pregledi, slikovna diagnostika, genetsko testiranje, kemične in celične analize, povezane s klinično kemijo in molekularno diagnostiko, se običajno izvajajo v zdravstvu.

## Vrste testov

### Po namenu
Medicinske teste lahko razvrstimo glede na njihov namen, med katerimi so najpogostejši diagnostika, presejanje in vrednotenje.

#### Diagnostični
Diagnostični test je postopek, ki se izvede za potrditev ali določitev prisotnosti bolezni pri posamezniku, za katerega se sumi, da ima bolezen, običajno na podlagi simptomov ali rezultatov drugih medicinskih testov. Sem spada tudi posmrtna diagnoza. Primeri takšnih testov so:
- Uporaba nuklearne medicine za pregled bolnika, za katerega sumijo, da ima limfom.
- Merjenje krvnega sladkorja pri osebi, pri kateri obstaja sum, da ima sladkorno bolezen, po obdobju povečanega uriniranja.
- Pregled celotne krvne slike pri osebi z visoko vročino, da se preveri, ali gre za bakterijsko okužbo.[1]
- Spremljanje elektrokardiogramov pri bolniku z bolečino v prsih za diagnosticiranje ali ugotavljanje morebitnih nepravilnosti v delovanju srca.[3]

#### Presejanje
Presejanje se nanaša na medicinski test ali serijo testov, ki se uporabljajo za odkrivanje ali napovedovanje prisotnosti bolezni pri ogroženih posameznikih v določeni skupini, kot je populacija, družina ali delovna sila. Pregledi se lahko izvajajo za spremljanje razširjenosti bolezni, obvladovanje epidemiologije, pomoč pri preprečevanju ali izključno v statistične namene. 
Primeri presejalnih pregledov vključujejo merjenje ravni TSH v krvi novorojenčka kot del presejalnega pregleda novorojenčka za prirojeno hipotirozo, preverjanje pljučnega raka pri nekadilcih, ki so izpostavljeni pasivnemu kajenju v neurejenem delovnem okolju, in pregledovanje brisov Pap za preprečevanje ali zgodnje odkrivanje raka materničnega vratu.

#### Spremljanje
Nekateri medicinski testi se uporabljajo za spremljanje napredka ali odziva na zdravljenje.

### Po metodi
Večino testnih metod lahko razvrstimo v eno od naslednjih širših skupin:
- opazovanje bolnika, ki se lahko fotografira ali snema
- vprašanja, zastavljena pri zbiranju anamneze posameznika
- preizkusi, opravljeni pri telesnem pregledu
- radiološki testi, pri katerih se na primer z rentgenskimi žarki oblikuje slika telesne tarče. Ti testi pogosto vključujejo dajanje kontrastnega sredstva
- diagnostika in vivo, ki se izvaja v/na telesu, na primer:
  - manometrija[8]
  - dajanje diagnostičnega sredstva in merjenje odziva telesa, kot pri testu z izzivanjem glutena, testu s krčnim stresom, testu z izzivanjem bronhijev, testu z oralno hrano ali testu s stimulacijo ACTH

- diagnostika in vitro, pri kateri se testira vzorec tkiva ali telesnih tekočin, na primer:
  - tekočinska biopsija
  - mikrobiološko gojenje, s katerim se ugotavlja prisotnost ali odsotnost mikrobov v vzorcu iz telesa in je običajno usmerjeno v odkrivanje patogenih bakterij
  - genetsko testiranje
  - raven sladkorja v krvi
  - testiranje delovanja jeter
  - testiranje kalcija
  - testiranje elektrolitov v krvi, kot so natrij, kalij, kreatinin in sečnina

### Glede na mesto vzorčenja
Teste in vitro teste razvrstimo glede na lokacijo vzorca, ki se testira, in sicer:
- - krvni testi
  - testi urina, vključno s pregledom urina s prostim očesom
  - testi blata, vključno s pregledom blata s prostim očesom
  - sputum (flegma), vključno s pregledom sputuma s prostim očesom

## Točnost in natančnost
- Točnost laboratorijskega testa je njegova skladnost z resnično vrednostjo. Točnost povečamo z umerjanjem laboratorijske opreme z referenčnim materialom in s sodelovanjem v programih zunanjega nadzora kakovosti.
- Natančnost testa je njegova ponovljivost, ko se test ponovi na istem vzorcu. Nenatančen test daje zelo različne rezultate pri ponovnih meritvah. Natančnost se spremlja v laboratoriju z uporabo kontrolnega materiala.

## Detekcija in kvantifikacija
Namen testov, ki se izvajajo pri telesnem pregledu, je običajno odkriti simptom ali znak; v teh primerih se test, ki odkrije simptom ali znak, označi kot pozitiven test, test, ki pokaže odsotnost simptoma ali znaka, pa kot negativen test, kot je podrobneje opisano v posebnem oddelku spodaj. Pri tem ne gre le za odgovor, ali je ciljna entiteta prisotna ali odsotna, temveč tudi za odgovor, koliko je prisotna. Pri krvnih testih je kvantifikacija razmeroma dobro določena, na primer podana v masni koncentraciji, pri večini drugih testov pa je lahko kvantifikacija prav tako, čeprav manj določena, na primer znak "zelo bled" namesto "rahlo bled". Podobno so radiološke slike tehnično kvantifikacije radiološke motnosti tkiv.
Predvsem pri zbiranju anamneze ni jasne meje med odkrivanjem ali kvantifikacijo testa in opisnimi informacijami o posamezniku. Na primer, vprašanja v zvezi s poklicem ali družbenim življenjem posameznika se lahko obravnavajo kot testi, ki jih je mogoče obravnavati kot pozitivne ali negativne za prisotnost različnih dejavnikov tveganja, ali pa kot "zgolj" opisni, čeprav so slednji lahko vsaj tako klinično pomembni.

### Pozitivni ali negativni
Rezultat testa, namenjenega odkrivanju entitete, je lahko pozitiven ali negativen: to nima nobene zveze s slabo napovedjo, temveč pomeni, da je test deloval ali ne in da je bil določen parameter, ki je bil ocenjen, prisoten ali ne. Na primer, negativen presejalni test za raka dojk pomeni, da ni bilo mogoče odkriti znakov raka dojk (kar je za bolnika dejansko zelo pozitivno).
Razvrstitev testov na pozitivne ali negativne daje binarno klasifikacijo, iz katere izhaja možnost izvajanja bayesovske verjetnosti in merjenja učinkovitosti testov, vključno z izračuni občutljivosti in specifičnosti.

### Neprekinjene vrednosti
Testi, katerih rezultati imajo zvezne vrednosti, kot je večina krvnih vrednosti, se lahko interpretirajo tako, kot so, ali pa se lahko pretvorijo v binarne z določitvijo mejne vrednosti, pri čemer se rezultati testa označijo kot pozitivni ali negativni glede na to, ali je rezultatska vrednost višja ali nižja od mejne vrednosti.

## Interpretacija
Pri najdbi patognomoničnega znaka ali simptoma je skoraj gotovo, da je ciljno stanje prisotno, pri odsotnosti najdbe sine qua non znaka ali simptoma pa je skoraj gotovo, da ciljno stanje ni prisotno. V resnici pa subjektivna verjetnost prisotnosti stanja ni nikoli natančno 100 % ali 0 %, zato so testi bolj namenjeni ocenjevanju verjetnosti stanja ali druge entitete po testu.
Večina diagnostičnih testov v osnovi uporablja referenčno skupino za določitev podatkov o uspešnosti, kot so napovedne vrednosti, razmerja verjetnosti in relativna tveganja, ki se nato uporabijo za razlago verjetnosti po testu za posameznika.
Pri spremljanju testov posameznika se lahko rezultati prejšnjih testov tega posameznika uporabijo kot referenca za razlago naslednjih testov.

## Tveganja
Nekateri postopki medicinskega testiranja so povezani z zdravstvenimi tveganji in zahtevajo celo splošno anestezijo, na primer mediastinoskopija. Pri drugih testih, kot sta krvni test ali bris papeža, je neposrednih tveganj malo ali nič. Medicinski testi imajo lahko tudi posredna tveganja, kot je stres zaradi testiranja, in bolj tvegane teste, ki so lahko potrebni kot nadaljnje ukrepanje po (potencialno) lažno pozitivnem rezultatu testa. Za dodatne informacije se posvetujte z zdravstvenim delavcem (vključno z zdravniki, asistenti zdravnikov in medicinskimi sestrami), ki vam predpiše katerikoli test.

## Indikacije
Vsak test ima svoje indikacije in kontraindikacije. Indikacija je utemeljen medicinski razlog za izvedbo testa. Kontraindikacija je utemeljen medicinski razlog, da testa ne smete opraviti. Na primer, osnovni test holesterola je lahko indiciran (medicinsko primeren) za osebo srednjih let. Če pa je bil isti test pri tej osebi opravljen pred kratkim, je obstoj prejšnjega testa kontraindikacija za test (medicinsko veljaven razlog, da se test ne opravi).
Informacijska pristranskost je kognitivna pristranskost, zaradi katere izvajalci zdravstvenih storitev naročajo teste, ki dajejo informacije, ki jih realno ne pričakujejo ali jih ne nameravajo uporabiti za sprejemanje medicinskih odločitev. Medicinski testi so indicirani, kadar bodo informacije, ki jih pridobijo, uporabljene. Na primer, presejalna mamografija ni indicirana (ni medicinsko ustrezna) za umirajočo žensko, saj bo, tudi če bo ugotovljen rak dojk, umrla, še preden se bo začelo zdravljenje raka.
Poenostavljeno povedano, koliko je test indiciran za posameznika, je v veliki meri odvisno od njegove neto koristi za tega posameznika. Za teste se odločimo, kadar je pričakovana korist večja od pričakovane škode. Neto korist lahko v grobem ocenimo z:
{\displaystyle b_{n}=\Delta p\times r_{i}\times (b_{i}-h_{i})-h_{t}}
, kjer:
- bn je neto korist od izvedbe testa
- Λp je absolutna razlika med verjetnostjo stanj (kot so bolezni) pred testom in po njem, ki naj bi jo test dosegel. Glavni dejavnik za takšno absolutno razliko je moč samega testa, kot jo je mogoče opisati na primer z občutljivostjo in specifičnostjo ali razmerjem verjetnosti. Drugi dejavnik je verjetnost pred testom, pri čemer manjša verjetnost pred testom pomeni manjšo absolutno razliko, kar ima za posledico, da tudi zelo močni testi dosežejo majhno absolutno razliko pri zelo malo verjetnih stanjih pri posamezniku (kot so redke bolezni ob odsotnosti kakršnih koli drugih znakov), po drugi strani pa lahko tudi testi z nizko močjo dosežejo veliko razliko pri zelo sumljivih stanjih. Verjetnosti v tem smislu je morda treba obravnavati tudi v kontekstu stanj, ki niso primarni cilj testa, kot so profilno relativne verjetnosti v diferencialno-diagnostičnem postopku.
- ri je stopnja, kolikšne razlike v verjetnosti naj bi povzročile spremembe v intervencijah (kot je sprememba z "brez zdravljenja" na "uvedbo zdravljenja z nizkimi odmerki zdravila"). Če je na primer edini pričakovani učinek medicinskega testa ta, da je verjetnost ene bolezni večja v primerjavi z drugo, vendar imata obe bolezni enako zdravljenje (ali pa nobene od njiju ni mogoče zdraviti), potem je ta faktor zelo nizek in je test v tem pogledu za posameznika verjetno brez vrednosti.
- bi je korist sprememb posegov za posameznika
- hi je škoda, ki jo spremembe posegov povzročajo posamezniku, na primer neželeni učinki zdravljenja
- ht je škoda, ki jo povzroči sam test.

Nekateri dodatni dejavniki, ki vplivajo na odločitev, ali naj se medicinski test opravi ali ne, so vključevali: stroške testa, razpoložljivost dodatnih testov, morebitno motenje naslednjega testa (na primer palpacija trebuha, ki lahko povzroči črevesno aktivnost, katere zvoki motijo kasnejše avskultacije trebuha), čas, potreben za test, ali druge praktične ali upravne vidike. Morebitne koristi diagnostičnega testa je mogoče pretehtati tudi glede na stroške nepotrebnih testov in posledično nepotrebnega spremljanja ter morda celo nepotrebnega zdravljenja naključnih ugotovitev.
V nekaterih primerih se pričakuje, da testi, ki se izvajajo, ne bodo imeli nobene koristi za posameznika, ki se testira. Namesto tega so lahko rezultati koristni za vzpostavitev statistike, da bi izboljšali zdravstveno oskrbo drugih posameznikov. Bolniki lahko dajo informirano privolitev, da opravijo zdravstvene teste, ki bodo koristili drugim ljudem.

## Pričakovanja bolnikov
Poleg zgoraj navedenih pomislekov o naravi medicinskega testiranja lahko tudi druge okoliščine privedejo do napačnih predstav in neupravičenih pričakovanj bolnikov. Te vključujejo: Različni laboratoriji imajo različna normalna referenčna območja; pri ponavljanju testa se bodo pokazale nekoliko drugačne vrednosti; "normalno" je opredeljeno s spektrom vzdolž zvonaste krivulje, ki izhaja iz testiranja populacije, in ne z "racionalnimi, znanstveno utemeljenimi fiziološkimi načeli"; včasih se testi uporabljajo v upanju, da bodo odkrili nekaj, kar bo zdravniku dalo namig glede narave določenega stanja; in slikovni testi so podvrženi napačni človeški razlagi in lahko pokažejo "incidentalome", ki so večinoma "benigni, nikoli ne bodo povzročili simptomov in ne potrebujejo nadaljnje ocene", čeprav zdravniki razvijajo smernice za odločanje, kdaj je treba diagnosticirati incidentalome.

## Standard za poročanje in ocenjevanje
Na voljo je revizija QUADAS-2.